# Liên đoàn Shogi Nhật Bản
Liên đoàn Shogi Nhật Bản (日本将棋連盟 (Nhật Bản Tướng kì Liên minh) Nihon Shōgi Renmei) là một tổ chức dịch vụ công ở Nhật Bản nhằm quản lý các hoạt động liên quan đến Shogi.
Liên đoàn Shogi Nhật Bản quản lý các kì thủ Shogi chuyên nghiệp từ Tứ đẳng trở lên - các Nữ Lưu kì sĩ và các giảng viên, được quản lý bởi nhân viên chính thức các cấp - những người được bầu chọn trong các kì gặp mặt hai năm một lần của Liên đoàn. Mục đích chính của Liên đoàn này là "ủng hộ sự phát triển và lan rộng của Shōgi, phát triển Shogi và góp phần vào sự phát triển của văn hóa Nhật Bản nói chung, tăng thêm tình gắn kết hữu nghị giữa các quốc gia thông qua Shogi."

## Lịch sử

### Từ Nhật Bản Cận đại
Nguồn gốc của hệ thống Shogi chuyên nghiệp nói chung được xác định là khi  Ōhashi Sōkei đệ Nhất được Tokugawa Ieyasu chỉ định trở thành Danh Nhân vào năm 1612.
Trong thời Mạc phủ Edo, danh hiệu Danh Nhân được sở hữu bởi những người được đánh giá có trình độ chơi cờ xuất sắc, mà chủ yếu là của ba gia tộc: Ohashi Lớn (với Ōhashi Sōkei đệ Nhất), Ohashi Nhỏ (với con trai của Sokei làm trưởng tộc) và Ito (chắt trai của Ohashi là Itō Sōkan đệ Nhất làm trưởng). Ba gia tộc này cùng nhau thống trị giới Shogi ở Nhật Bản khi đó.
Khi chế độ Mạc phủ Tokugawa sụp đổ vào năm 1868, ba gia tộc này cũng đồng thời mất đi vị thế của mình, khiến giới Shogi bước vào giai đoạn vô chủ, không có người hay tổ chức lãnh đạo cụ thể. Năm 1879, Itō Sōin đệ Bát - đời thứ 8 của gia tộc Ito đã phục hưng lại gia tộc này và trở thành Danh Nhân, tuy nhiên ông qua đời vào năm 1893 và kể từ đó, gia tộc Ito chính thức biến mất hoàn toàn. Trước đó, vào năm 1881 - đời thứ 9 của gia tộc Ohashi Lớn là Ohashi Sokei đệ Cửu đã bị giam cầm và chết trong tù - để lại gia tộc Ohashi Nhỏ là nhánh duy nhất của họ còn tồn tại. Đến đời thứ 12 của tộc nhánh này - Ohashi Sokei đệ Thập Nhị, ông đã truyền đạt lại kiến thức chơi cờ cho những người không thuộc gia tộc - để từ đó vào năm 1898, Ono Gohei, một người theo học gia tộc này đã trở thành Danh Nhân - từ đó chấm dứt hoàn toàn sự thống trị của cả ba gia tộc từ thời đại Edo.

### Thống nhất
Kể từ khi các gia tộc thống trị từ thời Edo bước vào giai đoạn suy tàn, giới Shogi ở Nhật Bản trở nên hỗn loạn và khó kiểm soát, với nhiều tổ chức cứ tan rồi lại hợp. Đối với người kế thừa danh hiệu Danh Nhân của Ono Gohei, người ta thấy có ba ứng cử viên sáng giá là Sekine Kinjirō - người là học trò của Itō Sōin đệ Bát, Inoue Yoshio - một học trò cũ của nhánh Ohashi Nhỏ và sau này là Ohashi Lớn; và Sakata Sankichi - một người hoạt động ở Kansai. Ba người này - cùng với những sư đồ của họ đã cùng nhau lập ra một tổ chức Shogi thống nhất, chính là tiền thân của Liên đoàn Shogi Nhật Bản sau này.
Ngày 8 tháng 9 năm 1924 - Công đoàn Shogi Tokyo chính thức ra đời, và đây cũng được chọn là ngày để kỉ niệm sự thành lập của Liên đoàn Shogi Nhật Bản. Họ đã tổ chức kỉ niệm 75 năm thành lập vào năm 1999, 81 năm vào năm 2005 và 90 năm vào năm 2014. Để đi tới và trong quá trình đưa ra quyết định thành lập này, có nhiều sự kiện đã xảy ra, ví dụ như:
- 8/9/1909 - Sekine và những thân tín của ông hoạt động ở Tokyo thành lập Tướng kì Đồng minh Hội (将棋同盟会). Tổ chức này đổi tên thành Tướng kì Đồng minh Xã (将棋同盟社) vào ngày 3/10/1909, Tướng kì Đồng chí Hội (将棋同志会) vào tháng 1/1910.
- 1925 - Sakata ở Hội Nghiên cứu Shogi Kansai đã tự nhận mình là Danh Nhân của khu Kansai, rời khỏi Liên đoàn Shogi Tokyo (東京将棋連盟, được thành lập trước đó vào năm 1924) và sau này cũng không được tham gia các giải Shogi ở Tokyo.
- 1935 - Sekine đã lần đầu tiên giới thiệu về thể thức tranh đấu để sở hữu Danh Nhân, thay vì là truyền giữa các thế hệ như trước đây, ở đó các kì thủ Bát đẳng sẽ thi đấu với nhau để tranh danh hiệu này. Cùng năm, Kanda - một kì thủ tới từ hiệp hội khác đã thách đấu các kì thủ chuyên nghiệp của Công đoàn Shogi Tokyo nhằm được thăng lên Bát đẳng. Mặc dù có kết quả tốt, ông không được chấp thuận mong muốn này. Hai người ủng hộ ông là Hanada Chotaro (dưới trướng Sekine) và Kaneko Kingoro rời khỏi Công đoàn, và cùng với Kanda thành lập nên Liên đoàn Cách tân Shogi Nhật Bản (日本将棋革新協会). Phản ứng với sự việc này, những người lãnh đạo Công đoàn lần lượt từ chức, tạo nên sự cố Kanda.
- 1936: Kosuge Kennosuke - một học trò cũ của Ito Soin đệ Bát, người là anh em của Sekine nhưng không theo con đường kì thủ chuyên nghiệp, đã giúp Kanda có thể tham gia hệ thống tranh đấu danh hiệu Danh Nhân của Công đoàn Shogi Tokyo - từ đó làm tiền đề để Liên đoàn Cách tân Shogi Nhật Bản và Công đoàn Shogi Tokyo chính thức hợp nhất trở thành Tướng kì Đại Thành hội (将棋大成会), với chủ tịch là Sekine. Tháng 2 năm 1937, thế giới Shogi chuyên nghiệp tại Nhật Bản chính thức quy về một mối, thống nhất toàn diện về mặt danh nghĩa.

### Sau khi thống nhất
- 1937: Danh Nhân Chiến kỳ 1 kết thúc, với Kimura Yoshio trở thành kì thủ đầu tiên sở hữu danh hiệu Danh Nhân thông qua thi đấu. Ông tiếp tục bảo vệ thành công danh hiệu này vào năm 1938, đồng thời trở thành chủ tịch của Tướng kì Đại Thành hội.
- 1947: Tổ chức đổi tên thành Liên đoàn Shogi Nhật Bản (日本将棋連盟 (Nhật Bản Tướng kì Liên minh) Nihon Shōgi Renmei?) như ngày nay.
- 1975: Nữ Lưu Danh Nhân chiến kì thứ nhất - đồng thời là giải đấu Shogi đầu tiên dành cho phụ nữ được tổ chức. Takoshima Akiko trở thành Nữ Lưu Danh Nhân đầu tiên.
- 1987: Long Vương chiến kì thứ nhất được tổ chức.
- 1989: Nữ Lưu kì sĩ hội - tổ chức con của Liên đoàn ra đời nhằm quản lý giới kì thủ chuyên nghiệp nữ.
- 2007: Hội Kì thủ chuyên nghiệp Nữ Nhật Bản (LPSA) ra đời - cùng với Nữ Lưu kì sĩ hội là hai tổ chức quản lý các Nữ Lưu kì sĩ.
- 23/8/2010: Tsang Xin - một người tới từ Thượng Hải, Trung Quốc vượt qua bài thi đầu vào để trở thành kì thủ Lục cấp ở Tưởng Lệ hội, trở thành người đầu tiên không phải người Nhật Bản làm được điều này[7].
- 12/11/2010: Trong một cuộc gặp mặt thường niên, Liên đoàn đã cho phép và đưa ra các quy định về việc một kì thủ nữ có thể trở thành kì thủ Shogi chuyên nghiệp.[8]
- 6 tháng 6, 2025: Thông qua biểu quyết được đa số kì thủ đồng ý, Liên đoàn tiếp tục trao thêm cơ hội cho các nữ kì thủ để trở thành kỳ thủ shogi chuyên nghiệp: nếu một kì thủ nữ giành đủ 5 kì danh hiệu Bạch Linh, họ sẽ trở thành kì thủ chuyên nghiệp theo diện Free Class (theo hệ thống Thuận Vị chiến)[9]

## Đại hội Kì thủ
Đại hội Kì thủ (棋士総会 (Kì sĩ Tổng hội)) là buổi gặp mặt thường niên của các thành viên trực thuộc Liên đoàn Shogi Nhật Bản. Những vấn đề quan trọng như việc miễn nhiệm - kết nạp thành viên, các nhân viên quản lý Liên đoàn các cấp hay những điều trong điều khoản hoạt động của Liên đoàn sẽ được giải quyết trong buổi gặp mặt này. Thành phần thành viên thường trực của Liên đoàn Shogi Nhật Bản gồm có:
- Tất cả các kì thủ Shogi chuyên nghiệp trong hệ thống.
- Các Nữ Lưu kì sĩ từ Nữ Lưu Tứ đẳng trở lên hoặc đang sở hữu danh hiệu Nữ Lưu[8].

Tất cả các kì thủ còn lại, từ Nữ Lưu kì sĩ chưa đủ điều kiện, các kì thủ trong Trường Đào tạo Kỳ thủ trẻ, cố vấn hay các thành viên của chi nhánh con Liên đoàn không phải là thành viên thường trực của Liên đoàn, họ không có quyền tham gia buổi Đại hội này.
Đại hội Kì thủ được tổ chức thường niên vào khoảng đầu tháng 6 - trước khi Thuận Vị chiến diễn ra. Nếu có gì bất thường, một buổi Hội nghị khác cũng có thể được tổ chức, nếu như vấn đề cần phải giải quyết của Liên đoàn là quan trọng.
Danh sách một vài các quyết định quan trọng đã được đưa ra trong các buổi Hội nghị của quá khứ:
- 1976: Triệu tập Đại hội bất thường, quyết định việc chuyển nhà tài trợ chính thức của Danh Nhân chiến từ Nhật báo Asahi sang Nhật báo Mainichi.
- 2005: Đại hội thông qua việc tổ chức Kỳ thi Kết nạp Kì thủ chuyên nghiệp (棋士編入試験 (kỳ sĩ biên nhập thí nghiệm)?) cho Segawa Shōji
- 2006: Giải quyết vấn đề tồn đọng của Danh Nhân chiến, khi buổi Hội nghị bất thường phải biểu quyết việc có tiếp tục kí hợp đồng tài trợ với Nhật báo Mainichi hay không - dựa trên những yêu sách của họ, với kết quả cuối cùng là từ chối Mainichi. Cùng năm, ngoài Trường Đào tạo Kỳ thủ trẻ - hệ thống mới để một kì thủ nghiệp dư có thể tiến lên chuyên nghiệp ra đời: Kỳ thi Kết nạp Kì thủ chuyên nghiệp (棋士編入試験 (kỳ sĩ biên nhập thí nghiệm)?)
- 2019: Giải quyết về việc xây dựng lại Hội quán Shogi, với quyết định cuối cùng là tạm thời hoãn việc đại tu bỏ Hội quán Shogi ở Tokyo.

## Lãnh đạo các cấp
Một nhiệm kì của lãnh đạo cấp cao Liên đoàn thường kéo dài hai năm, có thể ngắn hơn hoặc dài hơn tùy thuộc vào thời gian tổ chức Hội nghị Kì thủ. Quy trình bầu cử sẽ thường bắt đầu từ việc diễn ra một cuộc lấy phiếu tín nhiệm ngắn vào tháng Tư với sự tham gia của mọi thành viên Liên đoàn, sau đó các ứng viên sẽ được bầu cử chính thức trong Hội nghị Kì thủ.

### Cấp cao nhất (tính đến Đại hội lần thứ 74 - 6 tháng 6 năm 2025[11])
| Chức vụ                                               | Đơn vị quản lý                               | Đảm nhận         | Trình độ Kì thủ                     |
| ----------------------------------------------------- | -------------------------------------------- | ---------------- | ----------------------------------- |
| Chủ tịch (会長 (Hội trưởng))                          |                                              | Shimizu Ichiyo   | Nữ Lưu Thất đẳng                    |
| Tổng Giám đốc Điều hành (常務理事 (Thường cần lí sự)) | Giám đốc Cơ sở Kansai - Ban Quản lý Giải đấu | Waki Kenji       | Cửu đẳng                            |
| Giám đốc Thường trực (常務理事 (Thường vụ lí sự))     | Ban Phổ cập và Phát triển Cơ sở Kansai       | Inoue Keita      | Cửu đẳng                            |
| Giám đốc Thường trực (常務理事 (Thường vụ lí sự))     | Ban Giám đốc                                 | Morishita Taku   | Cửu đẳng                            |
| Giám đốc Thường trực (常務理事 (Thường vụ lí sự))     | Ban Quản lý Giải đấu                         | Shimizu Ichiyo   | Nữ Lưu Thất đẳng - Nữ hoàng Tứ quán |
| Giám đốc Thường trực (常務理事 (Thường vụ lí sự))     | Ban Phổ cập và Phát triển                    | Katagami Daisuke | Thất đẳng                           |
| Giám đốc Thường trực (常務理事 (Thường vụ lí sự))     | Ban Truyền thông                             | Nishio Akira     | Thất đẳng                           |
| Giám đốc (理事 (Lí sự))                               | Ban Quản lý Giải đấu                         | Satake Yasutaka  |                                     |